# Sunshine Tour 2013
De Sunshine Tour 2013 was het veertiende seizoen van de Sunshine Tour. Het omvatte een serie van golftoernooien voor golfprofessionals, dat grotendeels plaatsvond in Zuid-Afrika.
Naast Zuid-Afrika, vond er ook golftoernooien plaats in andere Afrikaanse landen zoals Swaziland, Zambia en Zimbabwe.
De "Order of Merit" van dit seizoen werd gewonnen door de Zuid-Afrikaan Dawie Van der Walt.

## Kalender
| Datums | Datums | Toernooi                            | Baan                                      | Plaats           | Winnaar             | Score | Score | Aantekeningen                   |
| ------ | ------ | ----------------------------------- | ----------------------------------------- | ---------------- | ------------------- | ----- | ----- | ------------------------------- |
| 23-01  | 25-01  | Telkom PGA Pro-Am                   | Centurion Country Club                    | Centurion        | Oliver Bekker       | 196   | –20   |                                 |
| 07-02  | 10-02  | Joburg Open                         | Royal Johannesburg & Kensington Golf Club | Johannesburg     | Richard Sterne      | 260   | –27   | Verslag                         |
| 14-02  | 17-02  | Afrika Open                         | East London Golf Club                     | Oost-Londen      | Darren Fichardt     | 272   | –16   | Verslag                         |
| 21-02  | 24-02  | Dimension Data Pro-Am               | Fancourt - Montagu                        | George           | Jaco Van Zyl        | 272   | –17   |                                 |
| 28-02  | 03-03  | Tshwane Open                        | The Els Club at Copperleaf                | Centurion        | Dawie Van der Walt  | 267   | –21   | Nieuw toernooi Verslag          |
| 14-03  | 17-03  | Telkom PGA Championship             | Country Club Johannesburg                 | Johannesburg     | Jaco Van Zyl        | 268   | –20   |                                 |
| 21-03  | 24-03  | Investec Cup                        | Lost City Golf Course                     | Sun City         | Jaco Van Zyl po     | 267   | –21   | Won de play-off van Hennie Otto |
| 18-04  | 21-04  | Zimbabwe Open                       | Royal Harare Golf Club                    | Harare           | Jake Roos           | 274   | –14   |                                 |
| 01-05  | 04-05  | Royal Swazi Sun Open                | Royal Swazi Spa Country Club              | Mbabane          | James Kingston      | 45    | 45    | stablefordtelling               |
| 16-05  | 19-05  | Zambia Open                         | Lusaka Golf Club                          | Lusaka           | Adilson Da Silva    | 281   | –11   |                                 |
| 31-05  | 02-06  | Lombard Insurance Classic           | Royal Swazi Spa Country Club              | Mbabane          | Merrick Bremner     | 199   | –17   |                                 |
| 05-06  | 07-06  | Vodacom Origins of Golf Tour I      | Simola Golf & Country Estate              | Knysna           | Jacques Blaauw      | 204   | –12   | Afgewerkt in 2 ronden           |
| 13-06  | 15-06  | Polokwane Classic                   | Polokwane Golf Club                       | Polokwane        | Dean Burmester      | 204   | –12   | Nieuw toernooi                  |
| 26-06  | 28-06  | Vodacom Origins of Golf Tour II     | Selborne Country Club                     | Pennington       | Jacques Blaauw      | 198   | –18   |                                 |
| 03-07  | 05-07  | Sun City Challenge                  | Lost City Golf Course                     | Sun City         | Adilson Da Silva    | 207   | –9    |                                 |
| 07-08  | 09-08  | Vodacom Origins of Golf Tour III    | Euphoria Golf Estate                      | Modimolle        | Heinrich Bruiners   | 208   | –8    |                                 |
| 21-08  | 23-08  | Vodacom Origins of Golf Tour IV     | Langebaan Country Club                    | Langebaan        | Jean Hugo           | 202   | –14   |                                 |
| 27-08  | 29-08  | Wild Waves Golf Challenge           | Wild Coast Sun Country Club               | Port Alfred      | Andrew Curlewis     | 194   | –16   |                                 |
| 11-09  | 13-09  | Vodacom Origins of Golf Tour V      | Parys Golf & Country Estate               | Parys            | Andrew Curlewis po  | 209   | –7    | Won de play-off van Lyle Rowe   |
| 19-09  | 21-09  | Platinum Classic                    | Mooinooi Golf Club                        | Mooinooi         | Neil Schietekat     | 201   | –15   |                                 |
| 09-10  | 11-10  | Vodacom Origins of Golf Tour Finale | St. Francis Links Golf Club               | Sint-Francisbaai | J.J. Senekal po     | 212   | –4    | Won de play-off van Titch Moore |
| 18-10  | 20-10  | BMG Classic                         | Glendower Golf Club                       | Johannesburg     | Ulrich van den Berg | 201   | –15   |                                 |
| 31-10  | 03-11  | Cape Town Open                      | Royal Cape Golf Club                      | Kaapstad         | Tjaart van der Walt | 274   | –14   |                                 |
| 05-11  | 07-11  | Nedbank Affinity Cup                | Lost City Golf Course                     | Sun City         | Jacques Blaauw      | 201   | –15   |                                 |
| 21-11  | 24-11  | South African Open Championship     | Glendower Golf Club                       | Johannesburg     | Morten Ørum Madsen  | 269   | –19   | Verslag                         |
| 28-11  | 01-12  | Alfred Dunhill Kampioenschap        | Leopard Creek Golf Club                   | Malalane         | Charl Schwartzel    | 271   | –17   | Verslag                         |
| 05-12  | 08-12  | Nedbank Golf Challenge              | Gary Player Country Club                  | Sun City         | Thomas Bjørn        | 268   | –20   | Verslag                         |
| 11-12  | 15-12  | Nelson Mandela Championship         | Mount Edgecombe Country Club              | Durban           | Dawie Van der Walt  | 195   | –13   | Verslag                         |

## Order of Merit
| Orde | Speler             | # toernooien | Prijzengeld (R) |
| ---- | ------------------ | ------------ | --------------- |
| 1    | Dawie Van der Walt | 11           | 5.094.322       |
| 2    | Darren Fichardt    | 12           | 4.518.495       |
| 3    | Jaco Van Zyl       | 9            | 3.027.749       |
| 4    | Hennie Otto        | 10           | 2.475.830       |
| 5    | Jbe' Kruger        | 10           | 2.045.404       |

- Charl Schwartzel stond op de eerste plaats, maar speelde slechts 4 toernooien. Hij moest minstens 6 toernooien deelnemen om op de lijst te staan.